# استعارة رمزية لهسبانيا

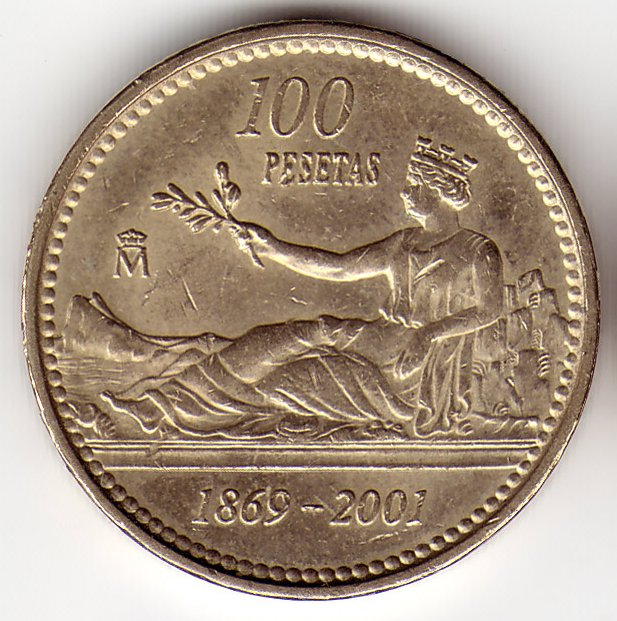
عملة 100 بيزيتا تصور هيسبانيا مستلقية بين البرانس وجبل طارق.

الاستعارة الرمزية لهسبانيا هي التجسيد الوطني لإسبانيا. وقد سبق هذا التمثيل بعض القطع النقدية التي كان عليها فارس يحمل رمحاً.